# 水酸化セシウム
水酸化セシウム（すいさんかセシウム、Caesium hydroxide / Cesium hydroxide、CsOH）は、セシウムの水酸化物であり、水溶液中では最も著しい強塩基の一種である。
無水物および一水和物が存在するが、純度95%程度の一水和物（CsOH含有率約85%）が市販されており、水に対する強い親和力のため水和物から水を除くことは困難である。水酸化カリウムと同程度あるいはそれ以上の強塩基であるにも拘わらず、現在のところ日本の法令による劇物としての指定はない。

## 合成
金属セシウムを水と反応させると水溶液として得られるが、この反応はたとえ少量であっても爆発的で極めて危険である。氷でさえ−116 °C以上で反応し得る。
{\displaystyle {\ce {2Cs + 2H2O -> 2CsOH + H2}}}
硫酸セシウム水溶液に、計算量の水酸化バリウム水溶液を加えることにより、生じた硫酸バリウムの沈殿を除くこと、すなわち複分解で水溶液が得られる。
{\displaystyle {\ce {{Cs2SO4}+Ba(OH)2->{2CsOH}+BaSO4\downarrow }}}

## 性質
無色の極めて潮解性の強い固体であり、セシウムイオンおよび水酸化物イオンよりなるイオン結晶である。水に対する溶解度、水和熱および溶解熱はアルカリ金属の水酸化物の中で最大であり、これは塩基強度が最も大きいことに関係する。
{\displaystyle {\ce {{CsOH(s)}+H2O(l)<=>CsOH\cdot H2O(s)}}},　　　{\displaystyle {\mathit {\Delta }}H^{\circ }=-50.98{\mbox{kJ mol}}^{-1}}
{\displaystyle {\ce {CsOH(s)<=>Cs^{+}(aq)+{OH^{-}}(aq)}}},　　　{\displaystyle {\mathit {\Delta }}H^{\circ }=-71.04{\mbox{kJ mol}}^{-1}}
メタノールおよびエタノールなどのプロトン性溶媒に対しても易溶性である。
一般的な性質は水酸化ナトリウムおよび水酸化カリウムなど他のアルカリ金属の水酸化物に類似し、水溶液中ではほとんど完全に電離するなど希薄水溶液中の塩基強度に差はほとんど認められないが、濃厚溶液および融解状態では著しく差が現われ、より強い塩基性となる。これはセシウムイオンのイオン半径が大きく、水酸化物イオンとの静電的相互作用が小さいため塩基性を充分に発揮できるためである。
気相中では他のアルカリ金属の水酸化物と同様に主に二量体(CsOH)2を形成し、気相中におけるプロトン親和力はLiOHからCsOHにかけて増大することが知られ、その差は溶媒効果で減少するような水を始めとする極性溶媒中よりも顕著に現われる。
固体および水溶液は二酸化炭素を吸収し、生成する炭酸セシウムも水に対する溶解度が高いため、吸収力はより強く、またガラスを徐々に腐食するなど一般の強塩基に見られる性質を顕著に示す。
{\displaystyle {\ce {2CsOH + CO2 -> Cs2CO3 + H2O}}}

## 用途
強塩基としての用途となるが、性質としては水酸化カリウムなどにほとんど類似し多くの場合これで間に合い、またセシウム化合物は高価であるため研究用および特殊な用途に限られる。工業的にはポリウレタンの原料である、ポリオールの合成触媒として用いられる。また単結晶シリコンのエッチング液として用いられ、主に結晶の正八面体平面（[111]面）を露出させるような異方性の高いエッチングに用いられる。この異方的なエッチング作用は水酸化カリウムなどで行うよりも、より顕著となる。